# Президентские выборы в ЦАР (1999)
Президентские выборы в Центральноафриканской Республике состоялись 19 сентября 1999 года. В них приняли участие 10 кандидатов, включая двух бывших президентов и двух бывших премьер-министров. После окончания голосования явка избирателей составила 59,1 %. Анж-Феликс Патассе был переизбран в первом туре с большинством голосов — 51,6 % и 517 993 голосов.
Из 1,7 миллиона зарегистрированных избирателей почти миллион пришел на избирательные участки. 19 сентября победу одержал уходящий в отставку президент Анж-Феликс Патассе, набравший 51,6 % голосов, сообщила Миссия ООН в ЦАР (MINURCA) со ссылкой на официальные результаты конституционного суда Банги. Противостоящие президенту кандидаты показали следующие результаты: Андре Колингба — 19,3 %; Дэвид Дако — 11,1 %; Абель Гумба — 6 %; Анри Пузер — 4,1 %; Жан-Поль Нгупанде — 3,1 %; Энок Лаку — 1,3 %; Чарльз Масси — 1,3 %; Фидель Нгуанджика — 0,9 % и Жозеф Абосоло — 0,8 %.
Генеральный секретарь ООН Кофи Аннан ещё раз подчеркнул «мирный и ответственный подход», с которым народ Центральной Африки участвовал в президентских выборах. В заявлении ООН сообщается, что Кофи Аннан надеется, что теперь правительство и оппозиция найдут «наилучшие возможные средства для совместной работы в духе национального примирения в интересах консолидации мира и развития страны». Анж-Феликс Патассе из Движения за освобождение центральноафриканского народа получил 37,3 балла из поданных голосов. Абель Гумба из группы «Концерт демократических сил» (CFD) — 21,7 балла, Дэвид Дако из Движения за демократию и развитие (MDD) — 20,1 балла и Андре Колингба из центральноафриканского демократического собрания (RDC) — 12,1 балла (там же, OIS от 19 августа 1999 г., часть I).
Остальные четыре кандидата: Энох Дерант Лаконе из Социал-демократической партии (СДП), Тимоти Малендома из Гражданского форума (ФК), Франсуа Бозизе Ендивонда, независимый кандидат и Рут Роллан из Центральноафриканской республиканской партии (КНР) соответственно получили 2,4 балла, 2,0 балла, 1,5 балла и 1,0 балла из поданных голосов (Kessing’s, август 1993 г., 39583).
Во втором туре, состоявшемся 19 сентября 1993 г., явка составила 56,05 % против 68,47 % в первом туре (OIS от 19 августа 1999 г., часть I). Анж-Феликс Патассе был избран с более чем 52 % голосов из поданных, а Абель Гумба набрал около 45 %. 100 голосов (там же; Europa 2000 2000, 900; Kessing’s Sept. 1993, 39624).
Что касается выборов в законодательные органы, MLPC получила 34 из 85 мест в Национальном собрании, RDC — 13, Патриотический фронт за прогресс (FPP) и Либерально-демократическая партия (PLD) — по 7 мест, а Альянс за демократию и Progress (ADP) и Движение за демократию и развитие (MDD) получили по 6 мест (OIF 19 августа 1999 г., часть I; Africa Research Bulletin, октябрь 1993 г., 11176). Национальное собрание и Социал-демократическая партия (СДП) избрали по три члена каждая: Движение за социальную эволюцию Чёрной Африки (MESAN), Гражданский форум, Центральноафриканская республиканская партия (КНР), Движение за Демократию и Центральноафриканская партия возрождения и эволюции получили по одному месту, а также были избраны два независимых члена парламента (Africa Research Bulletin, октябрь 1993 г., 11176).

## Результаты
| Кандидат                                               | Партия                                                 | Кол-во голосов | %     |
| ------------------------------------------------------ | ------------------------------------------------------ | -------------- | ----- |
| Анж-Феликс Патассе                                     | Движение за освобождение центральноафриканского народа | 517 993        | 51,33 |
| Андре Колингба                                         | Центральноафриканское демократическое собрание         | 194 486        | 19,27 |
| Давид Дако                                             | Движение за демократию и развитие                      | 111 868        | 11,09 |
| Абель Гумба                                            | Патриотический фронт за прогресс                       | 66 218         | 6,56  |
| Анри Пузер                                             | Независимый                                            | 42 038         | 4,17  |
| Жан-Поль Нгупанде                                      | Партия национального единства                          | 31 952         | 3,17  |
| Энох Лакюэ                                             | Социал-демократическая партия ЦАР                      | 13 344         | 1,32  |
| Шарль Масси                                            | Демократический модернистский форум                    | 13 143         | 1,30  |
| Недействительных бюллетеней                            | Недействительных бюллетеней                            | 7440           | —     |
| Итого                                                  | Итого                                                  | 1 010 744      | 100   |
| Численность избирателей и явка                         | Численность избирателей и явка                         | 1 709 086      | 59,14 |
| Source: Africa South of the Sahara. 2001. P. 310, 319. |                                                        |                |       |